# Ludolph
Ludolph is een historisch motorfietsmerk.
De bedrijfsnaam was: Mech. Werkst. Müller & Poesch, Bremerhaven.
Ludolph was een Duits merk dat motorfietsen met eigen 247- en 299cc-eencilinder tweetaktmotor en leverde.
Vanaf ca. 1922 ontstonden er in zeer korte tijd honderden kleine Duitse motorfietsmerken, die zich veelal richtten op de productie van lichte, goedkope motorfietsen. De meesten bespaarden zich de moeite van de ontwikkeling en bouw van eigen motoren, maar bouwden inbouwmotoren van andere merken in. Desondanks sloten de meesten al binnen enkele jaren de poorten. Müller & Poesch begonnen hun bedrijf in 1924 en hielden het ondanks de duurdere, eigen motoren vol tot 1926.